# Lula
Lula (sardinsky: Lùvula) je italská obec (comune) v provincii Nuoro v regionu Sardinie. Nachází se ve výšce 521 metrů nad mořem a má přibližně 1 300 obyvatel. Rozloha obce je 148,72 km².

### Reference

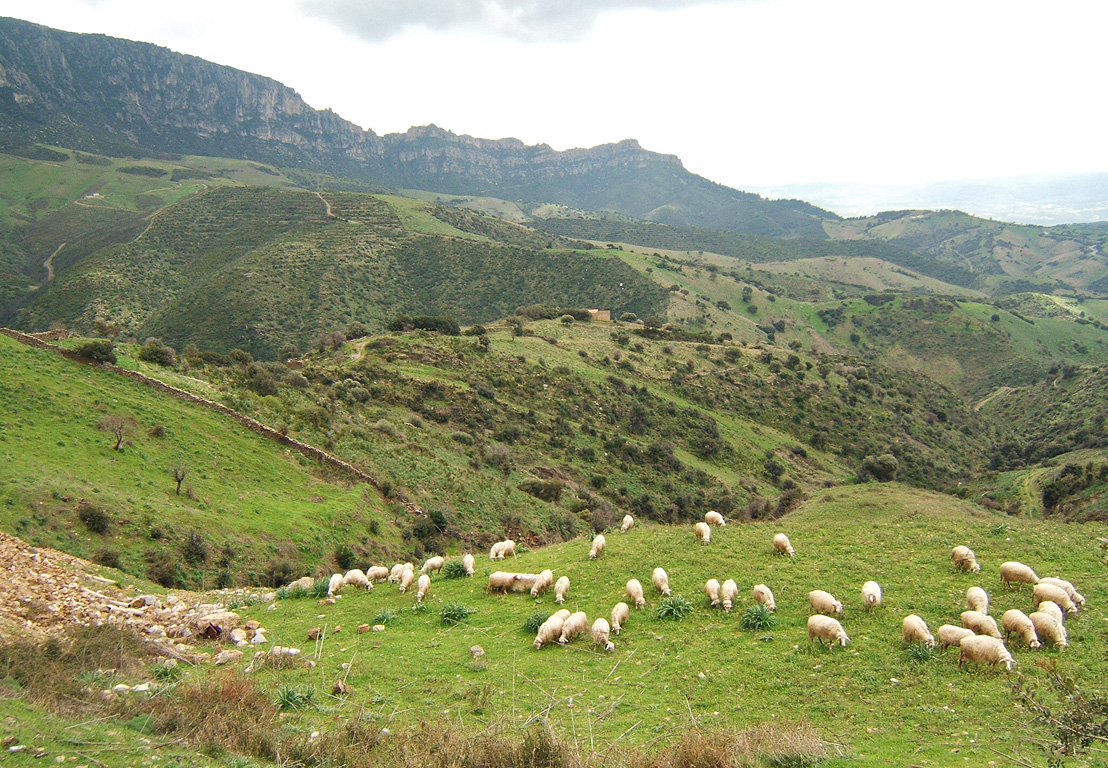
Krajina poblíž Luly